# Atotoztli II.
Atotoztli II. ili Huitzilxochtzin (nahuatl. Atotoztli, Huitzilxōchtzin) (? - ?, o. 1472.), astečka princeza, kćerka tlatoanija Tenochtitlana Montezume I. i Chichimecacihuatzin I., kćerke Cuauhtototzina, vladara Cuauhnahuaca. Bila je supruga Itzcoatlova sina Tezozomoca s kojim je imala trojicu sinova, koji su s vremenom postali astečki carevi: Axayacatl, Tizoc i Ahuitzotl.
Postoji pretpostavka da je vladala kao regentkinja u razdoblju 1466. – 1472., odnosno tijekom zadnje dvije godine vladavine svoga oca i prvih nekoliko godina vladavine svoga sina Axayacatla.